# 폭풍의 본모습
〈폭풍의 본모습〉(일본어: 嵐の素顔 아라시노스가오[*])는 일본의 가수 쿠도 시즈카의 일곱 번째 싱글 앨범으로, 1989년 5월 3일 발매되었다. (8cm CD: S9A-1001) 이 곡의 가사는 미우라 요시코(三浦徳子)가 썼다. 클라이막스 부분이 끝난 뒤에 흐르는 반주에서, 오른손을 얼굴의 측면과 턱 아래를 왕복하며 "L" 모양으로 움직이는 독특한 안무가 인상적인 댄스곡이다. B 사이드 곡은 〈영원한 방파제〉(永遠の防波堤 에엔노보하테[*])이며, 작사는 아소 케이코(麻生圭子)가 담당했다. 두 곡 모두 작 ·  편곡자가 동일하며 이는 고토 츠구토시(後藤次利)였다.
2006년 키타데 나나가 이 곡을 리메이크했고, 곡은 그녀의 미니 앨범에 수록되었다.

## 수록곡
| #            | 제목                                 | 작사          | 작곡          | 편곡          | 재생 시간 |
| ------------ | ------------------------------------ | ------------- | ------------- | ------------- | --------- |
| 1.           | 〈〈폭풍의 본모습〉〉 (嵐の素顔)     | 미우라 요시코 | 고토 츠구토시 | 고토 츠구토시 | 3:30      |
| 2.           | 〈〈영원한 방파제〉〉 (永遠の防波堤) | 아소 케이코   | 고토 츠구토시 | 고토 츠구토시 | 4:27      |
| 총 재생 시간 | 총 재생 시간                         | 총 재생 시간  | 총 재생 시간  | 총 재생 시간  | 7:57      |

## 발매 일정
| 버전              | 일정           | 레이블      | 포맷                |
| ----------------- | -------------- | ----------- | ------------------- |
| 〈폭풍의 본모습〉 | 1989년 5월 3일 | Pony Canyon | 8cm CD (S9A-1001)   |
| 〈폭풍의 본모습〉 | 1989년 5월 3일 | Pony Canyon | 7" Vinyl (6A-1001)  |
| 〈폭풍의 본모습〉 | 1989년 5월 3일 | Pony Canyon | Cassette (9P-10001) |